# Mielnica (dopływ Dobrej)
Mielnica – struga, dopływ Dobrej długości ok. 14 km, mający źródła na Wzgórzach Trzebnickich w Piersnie (gmina Trzebnica), a uchodzi do Dobrej koło Domaszczyna (gmina Długołęka). Przepływa przez Boleścin, Skarszyn, Bierzyce, koło Michałowic i Łosic. Pomiędzy Bierzycami a Michałowicami Mielnica przyjmuje lewy dopływ – Krakowiankę.
Nazwę Mielnica dla tego cieku wprowadzono urzędowo zarządzeniem w 1951 r., zastępując niemiecką nazwę Pirsch Bach. Nazwa Mielnica dla całego cieku, od źródeł koło Piersna do ujścia koło Domaszczyna, stosowana jest w Państwowym Rejestrze Nazw Geograficznych i na Mapie podziału hydrograficznego Polski Krajowego Zarządu Gospodarki Wodnej. Na mapach miejscowych planów zagospodarowania przestrzennego gminy Długołęka nazwę Mielnica zastosowano dla innego cieku uchodzącego do Dobrej ok. 3,5 km poniżej ujścia właściwej Mielnicy – rzeka ta ma jednak swoją urzędową nazwę Przyłęk ustaloną tym samym zarządzeniem co nazwa Mielnicy (nazwę Przyłęk dla tego cieku stosuje zarówno Państwowy Rejestr Nazw Geograficznych, jak i Mapa podziału hydrograficznego Polski). Sama Mielnica na mapach miejscowych planów zagospodarowania przestrzennego gminy Długołęka nazywana jest Krakowianką, czyli nazwą dopływu Mielnicy (nazwa Krakowianka ustalona została tym samym zarządzeniem co nazwa Mielnicy). Dodatkowo publikacja Nazewnictwo geograficzne Polski. Tom 1. Hydronimy opracowana przez Komisję Nazw Miejscowości i Obiektów Fizjograficznych i wydana przez Główny Urząd Geodezji i Kartografii nie uwzględnia ani nazwy Mielnica, ani nazwy Przyłęk; wymienia jedynie nazwę Krakowianka podając, że jest to potok uchodzący do Dobrej (podane współrzędne ujścia Krakowianki są faktycznymi współrzędnymi ujścia Mielnicy).